# Australisch tenniskampioenschap 1927
De 20e editie van het Australisch grandslamtoernooi, het Australisch tenniskampioenschap 1927, werd gehouden van 22 - 31 januari 1927. Alle voorgaande kampioenschappen waren genoemd naar Australazië deze editie was de eerste puur Australische kampioenschappen.  Voor de vrouwen was het de 6e editie. Het toernooi werd gespeeld op de grasbanen van het Kooyong Lawn Tennis Club te Melbourne. Deze locatie was kort voor deze kampioenschappen geopend.

## Belangrijkste uitslagen
Mannenenkelspel

Finale: Gerald Patterson (Australië) won van John Hawkes (Australië) met 3-6, 6-4, 3-6, 18-16, 6-3
Vrouwenenkelspel

Finale: Esna Boyd Robertsont (Australië) won van Sylvia Lance Harper (Australië) met 5-7, 6-1, 6-2
Mannendubbelspel

Finale: John Hawkes (Australië) en Gerald Patterson (Australië) wonnen van Pat O'Hara Wood (Australië) en Ian McInness (Australië) met 8-6, 6-2, 6-1
Vrouwendubbelspel

Finale: Meryl O'Hara Wood (Australië) en Louise Bickerton (Australië) wonnen van Esna Boyd Robertson (Australië) en Sylvia Lance Harper (VS) met 6-3, 6-3
Gemengd dubbelspel

Finale: Esna Boyd Robertson (Australië) en John Hawkes (Australië) wonnen van Youtha Anthony (Australië) en Jim Willard (VS) met 6-1, 6-3
Jongensenkelspel

Winnaar: Jack Crawford (Australië)
Jongensdubbelspel

Winnaars: Jack Crawford (Australië) en Harry Hopman (Australië)
Een juniorentoernooi voor de meisjes werd voor het eerst in 1930 gespeeld.
1905 · 1906 · 1907 · 1908 · 1909 · 1910 · 1911 · 1912 · 1913 · 1914 · 1915 · 1916–1918 · 1919 · 1920 · 1921 · 1922 · 1923 · 1924 · 1925 · 1926 · 1927 · 1928 · 1929 · 1930 · 1931 · 1932 · 1933 · 1934 · 1935 · 1936 · 1937 · 1938 · 1939 · 1940 · 1941–1945 · 1946 · 1947 · 1948 · 1949 · 1950 · 1951 · 1952 · 1953 · 1954 · 1955 · 1956 · 1957 · 1958 · 1959 · 1960 · 1961 · 1962 · 1963 · 1964 · 1965 · 1966 · 1967 · 1968
↓ open tijdperk ↓
1969 (m-v-md-vd-gd) · 1970 (m-v-md-vd) · 1971 (m-v-md-vd) · 1972 (m-v-md-vd) · 1973 (m-v-md-vd) · 1974 (m-v-md-vd) · 1975 (m-v-md-vd) · 1976 (m-v-md-vd) · jan 1977 (m-v-md-vd) · dec 1977 (m-v-md-vd) · 1978 (m-v-md-vd) · 1979 (m-v-md-vd) · 1980 (m-v-md-vd) · 1981 (m-v-md-vd) · 1982 (m-v-md-vd) · 1983 (m-v-md-vd) · 1984 (m-v-md-vd) · 1985 (m-v-md-vd) · 1986 · 1987 (m-v-md-vd-gd) · 1988 (m-v-md-vd-gd) · 1989 (m-v-md-vd-gd) · 1990 (m-v-md-vd-gd) · 1991 (m-v-md-vd-gd) · 1992 (m-v-md-vd-gd) · 1993 (m-v-md-vd-gd) · 1994 (m-v-md-vd-gd) · 1995 (m-v-md-vd-gd) · 1996 (m-v-md-vd-gd) · 1997 (m-v-md-vd-gd) · 1998 (m-v-md-vd-gd) · 1999 (m-v-md-vd-gd) · 2000 (m-v-md-vd-gd) · 2001 (m-v-md-vd-gd) · 2002 (m-v-md-vd-gd) · 2003 (m-v-md-vd-gd) · 2004 (m-v-md-vd-gd) · 2005 (m-v-md-vd-gd) · 2006 (m-v-md-vd-gd) · 2007 (m-v-md-vd-gd) · 2008 (m-v-md-vd-gd) · 2009 (m-v-md-vd-gd) · 2010 (m-v-md-vd-gd) · 2011 (m-v-md-vd-gd) · 2012 (m-v-md-vd-gd) · 2013 (m-v-md-vd-gd) · 2014 (m-v-md-vd-gd) · 2015 (m-v-md-vd-gd) · 2016 (m-v-md-vd-gd) · 2017 (m-v-md-vd-gd) · 2018 (m-v-md-vd-gd) · 2019 (m-v-md-vd-gd)  · 2020 (m-v-md-vd-gd) · 2021 (m-v-md-vd-gd) · 2022 (m-v-md-vd-gd) · 2023 (m-v-md-vd-gd) · 2024 (m-v-md-vd-gd) · 2025 (m-v-md-vd-gd)
Lijst van Australian Openwinnaars